# Крис Фарлоу
Крис Фарлоу (англ. Chris Farlowe, наст. имя — Джон Генри Дейтон, англ. John Henry Deighton; род. 13 октября 1940 года в Излингтоне, северный Лондон, Англия) — британский рок-музыкант, певец, один из пионеров «белого» ритм-энд-блюза начала 1960-х годов, получивший известность благодаря хит-синглу «Out of Time» (#1 UK, 1966), а также (впоследствии) сотрудничеству с рок-группами Colosseum и Atomic Rooster.

## Биография
Джон Генри Дейтон начал музыкальную карьеру на скиффл-сцене с собственной группой The John Henry Skiffle Group (в 1957 году). Год спустя он присоединился к The Johnny Burns Rhythm and Blues Quartet. В 1959 году, взяв сценический псевдоним Крис Фарлоу (в честь американского рок-н-ролльщика Тэла Фарлоу, англ. Tal Farlow), он стал участником Thunderbirds, группы, вскоре изменившей название на Chris Farlowe & the Thunderbirds.
Группа выпустила серию из пяти синглов в 1966 году; каждый новый релиз восторженно встречался критикой, но не имел коммерческого успеха. В 1966 году Эндрю Луг Олдэм подписал Фарлоу к собственному лейблу Immediate Records. Выпущенный в том же году сингл «Out of Time» (кавер-версия песни The Rolling Stones) возглавил UK Singles Chart. Однако продолжения не последовало: последний раз Фарлоу вошёл в британский Top 40 в 1967 году с «Handbags and Gladrags», композицией Майка Д’Або. Попытки Immediate «переупаковать» его в «альбомного» исполнителя не увенчались успехом, а в 1970 году и сам лейбл прекратил своё существование.
Фарлоу присоединился к Colosseum (с которыми записал три альбома), затем перешёл в Atomic Rooster. Выбыв из строя на два года после автокатастрофы, в середине 1970 годов он реформировал Thunderbirds, но коммерческого успеха этот проект не имел, несмотря на неоднократный перевыпуск хита «Out of Time» (#44, UK, 1975).
Несколько лет спустя Крис Фарлоу был спасён от забвения Джимми Пейджем, давним товарищем по лейблу Immediate. Экс-гитарист Led Zeppelin пригласил его к участию в записи альбома Outrider. Впервые после двадцатилетнего отсутствия Фарлоу появился на телевидении, после чего начал записываться и гастролировать, — впрочем, вновь без коммерческого успеха.
Последние альбомы Фарлоу (в частности, The Voice) получили, однако, хорошую прессу. Его творчество 1960-х годов было переосмысленно новым поколением музыкальных специалистов и оценено по достоинству. «Наряду с Майком Д’Або и Полом Джонсом, Фарлоу… остается одним из немногих неувядающих голосов 60-х», — такими словами завершается биография певца на Allmusic.

## Дискография
| - Chris Farlowe and the Thunderbirds (1966) - 14 Things to Think About (1966) - The Art of Chris Farlowe (1966) - Tonite Let's All Make Love In London (1968) - The Last Goodbye (1969) - From Here to Mama Rosa (1970) - Chris Farlowe Band Live (1975) - Out of the Blue (1985) - The Live EP: Live in Hamburg (1986) - Born Again (1986) - Chris Farlowe & Roy Herrington Live in Berlin (1991) - Superblues (live 1991, 1994) - Farlowe: Waiting in the Wings (1992) - Swinging Hollywood (1994) - Lonesome Road (1995) - BBC in Concert (1996) - As Time Go By (1996) - The Voice (1998) - Glory Bound (2001) - Farlowe That! (2003) - Hungary for the Blues (2005) - At Rockpalast (2006) - Hotel Eingang (2008) | - IM016 «The Fool» / «Treat Her Good» 7" - IM023 «Think» / «Don’t Just Look At Me» 7" (UK #37) - IM035 «Out of Time» / «Baby Make It Soon» 7" (UK #1) - IM038 «Ride On Baby» / «Headlines» 7" (UK #31) - IM041 «My Way of Giving» / «You’re So Good To Me» 7" - IM049 «Yesterday’s Papers» / «Life is But Nothing» 7" - IM056 «Moanin'» / «What Have I Been Doing» 7" - IM065 «Handbags and Gladrags» / «Everyone Makes a Mistake» 7" (UK #33) - IM066 «The Last Goodbye» / «Paperman Fly in the Sky» 7" (Thunderbirds) - IM071 «Paint It Black» / «I Just Need Your Loving» 7" - IM074 «Dawn» / «April was the Month» 7" (Thunderbirds) - IM078 «Out of Time» / «Ride On Baby» 7" - IMEP001 Farlowe in the Midnight Hour EP - IMEP004 Chris Farlowe Hits EP - At Rockpalast (2006) |  |